# Selorejo (Dau)
Selorejo is een bestuurslaag in het regentschap Malang van de provincie Oost-Java, Indonesië. Selorejo telt 3369 inwoners (volkstelling 2010).